# Соланя
Сола̀ня (на италиански: Solagna; на венециански: Sołagna, Соляня) е село и община в Северна Италия, провинция Виченца, регион Венето. Разположено е на 131 m надморска височина. Населението на общината е 1901 души (към 2015 г.).